# Vhrsti
Vhrsti, vlastním jménem Vojtěch Jurík (* 1. srpna 1975, Rokycany), je český spisovatel, ilustrátor, autor knih pro děti, kreslíř, tvůrce komiksů, člen České unie karikaturistů (ČUK) a neoficiální nové vlny českého a slovenského komiksu Generace nula. Žije v Plzni.

## Dílo

### Knihy pro děti
- Půl kopy do kopy pohádek a pověstí z celých Čech (Markéta Čekanová, Zdeněk Zajíček – RLA Stallion) – 2010
- Pekelná třída & Magnetický mobil (Vojtěch Steklač – XYZ) – 2010
- Zachraňme Johanku! – audiokniha (Kateřina Richterová, Kryštof Hádek) – 2010
- Aleš & spol. (Vojtěch Steklač – XYZ) – 2010
- Pekelná třída & Zlatá kreditka (Vojtěch Steklač – XYZ) – 2009
- Kuchařka plzeňských strašidel (Miroslava Kuntzmannová, Zdeněk Zajíček – RLA Stallion) – 2009
- Bohoušek & spol. (Vojtěch Steklač – XYZ) – 2009
- Prázdniny v nebi (Mladá fronta) – 2008
- Půl kopy pohádek a pověstí z plzeňského kraje (Markéta Čekanová, Zdeněk Zajíček - RLA Stallion) – 2007
- Kalendář plzeňský 2008 (Pro libris) – 2007
- Už se nebojím tmy (Mladá fronta) – 2007 – Cena učitelů za přínos dětskému čtenářství
- Dva tucty plzeňských pohádek a pověstí (Markéta Čekanová, Zdeněk Zajíček - RLA Stallion) – 2006

### Knihy vydané v zahraničí
- Ćmy so hižo njeboju (Domowina) – 2009 – v hornolužické srbštině
- Juž se njebójm śamnosći(Domowina) – 2009 – v dolnolužické srbštině

### Komiks
- seriál poetických komiksů v časopise Plž – od roku 2008
- komiksová výstava Nekonečná tramvaj v městské hromadné dopravě v Brně – 2007 až 2008
- denní komiks pro celostátní vydání Deníku Nekonečný autobus – 2006
- Rybář – speciál italského komiksového magazínu Q International vydaný u příležitosti XX. zimních olympijských her v Turíně – 2006
- Peace – světová antologie protiválečného komiksu Warburger – 2003
- Brejle – zvláštní cena poroty na 1. mezinárodním salonu mladého komiksu v Bělehradě – 2003

### Kreslený humor
- Nebezpečné kreslení – Certificate of Excellence od National Press Club of Canada u příležitosti World Press Freedom Day – 2006

## Ocenění
- SUK – Čteme všichni: Cena učitelů za přínos k dětskému čtenářství – dětská kniha Už se nebojím tmy – Mladá fronta, a. s. – 2008
- ocenění Nejlepší komiksový web roku za http://www.vhrsti.cz – 2006
- ocenění Certificate of Excellence od National Press Club of Canada v soutěži kresleného humoru u příležitosti World Press Freedom Day – 2006
- zvláštní cena poroty na 1. mezinárodním salonu mladého komiksu v Bělehradě – 2003

## Společné a samostatné výstavy
- Ottawa, Barcelona, Berlín, Lublaň, Bělehrad, Knokke-Heist, Kožuchów, Pančevo, Zadar, Praha, Brno, Olomouc, Písek, Lysá nad Labem, Litvínov ad.

## Další projekty
- Komiksová výstava Nekonečná tramvaj v městské hromadné dopravě v Brně – 2007 až 2008
- Komiksy a kreslený humor v městské hromadné dopravě v Plzni – od roku 2007
- Celonárodní soutěž Dokreslete Vhrstiho – 2007
- Muzeum strašidel v Plzni – výtvarná spolupráce od roku 2007
- edice Pohádky do kapsy – od roku 2007
- série Strašidelná pexesa – od roku 2007
- série Kouzelné omalovánky – od roku 2007
- Motanice – 2007
- Oficiální obálka historicky prvního alba mp3 Jaromíra Nohavici Pražská pálená – 2006